# Ben Davis (directeur de la photographie)
Pour les articles homonymes, voir Ben Davis et Davis.
Ben Davis, né en 1961 à Londres, est un directeur de la photographie britannique et un auteur .

## Biographie
Ben Davis commence à travailler comme assistant caméraman sur le film Insignificance (1985) et apprend le métier de directeur de la photographie sous l'égide de Billy Williams, Douglas Slocombe et Roger Deakins. Il travaille beaucoup pour des spots publicitaires avant de revenir vers le cinéma au début des années 2000 et de notamment collaborer à plusieurs reprises avec Matthew Vaughn.

## Filmographie
- 2002 : Miranda de Marc Munden
- 2004 : Layer Cake de Matthew Vaughn
- 2005 : Imagine Me and You de Ol Parker
- 2007 : Hannibal Lecter : Les Origines du mal (Hannibal Rising) de Peter Webber
- 2007 : Stardust, le mystère de l'étoile de Matthew Vaughn
- 2007 : Medieval Pie : Territoires vierges (Virgin Territory) de David Leland
- 2008 : Incendiary de Sharon Maguire
- 2008 : Dark World (Franklyn) de Gerald McMorrow
- 2010 : Kick-Ass de Matthew Vaughn
- 2010 : Tamara Drewe de Stephen Frears
- 2010 : L'Affaire Rachel Singer (The Debt) de John Madden
- 2011 : Le Rite (The Rite) de Mikael Håfström
- 2011 : Indian Palace (The Best Exotic Marigold Hotel) de John Madden
- 2012 : La Colère des Titans (Wrath of the Titans) de Jonathan Liebesman
- 2012 : Sept psychopathes (Seven Psychopaths) de Martin McDonagh
- 2013 : Mariage à l'anglaise (I Give It a Year) de Dan Mazer
- 2014 : Up and Down de Pascal Chaumeil
- 2014 : Avant d'aller dormir (Before I Go to Sleep) de Rowan Joffé
- 2014 : Les Gardiens de la Galaxie (Guardians of the Galaxy) de James Gunn
- 2015 : Avengers : L'Ère d'Ultron (Avengers: Age of Ultron) de Joss Whedon
- 2016 : Genius de Michael Grandage
- 2016 : Doctor Strange de Scott Derrickson
- 2017 : Three Billboards : Les Panneaux de la vengeance (Three Billboards Outside Ebbing, Missouri) de Martin McDonagh
- 2019 : Captain Marvel d'Anna Boden et Ryan Fleck
- 2019 : Dumbo de Tim Burton
- 2021 : Cry Macho de Clint Eastwood
- 2021 : Les Éternels (Eternals) de Chloé Zhao
- 2021 : The King's Man : Première mission (The King's Man) de Matthew Vaughn
- 2022 : Les Banshees d'Inisherin (The Banshees of Inisherin) de Martin McDonagh
- 2022 : My Policeman de Michael Grandage
- 2024 : Kraven the Hunter de J. C. Chandor
- 2025 : Heads of State d'Ilia Naïchouller